# Пенетратор

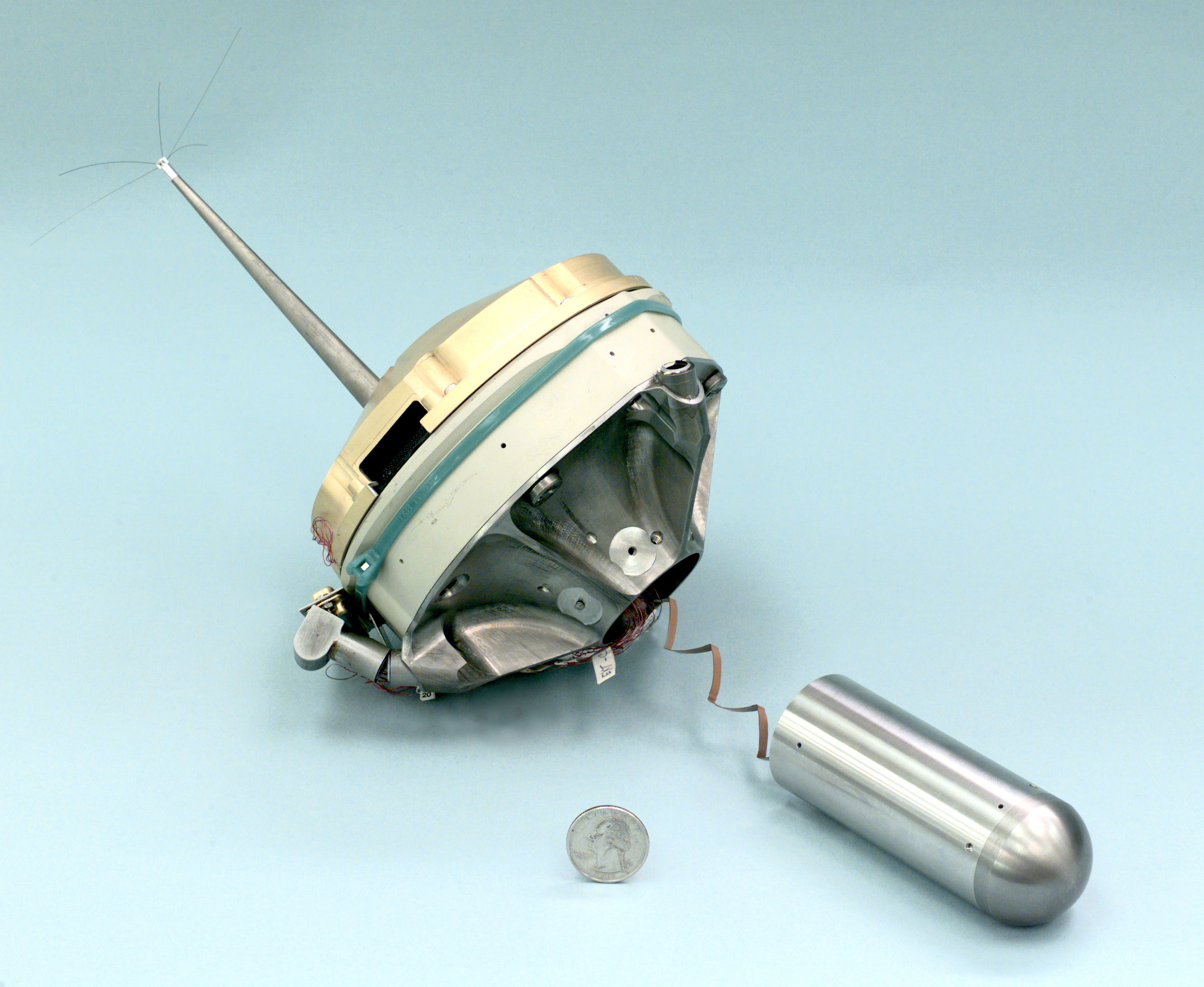
Пенетратор Deep-Space-2

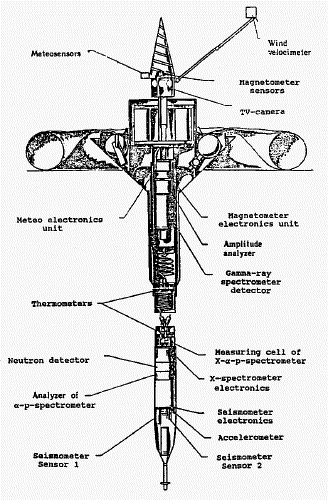
Схема пенетратора апарата Марс-96

Пенетратор — ударний проникаючий зонд, який вгризається в ґрунт. Застосовується для космічних досліджень.
Складається з трьох частин: верхня (для дослідження поверхні планети), середня (для дослідження верхнього шару ґрунту) і нижня, що йде на тросах на 4 — 6 м в ґрунт для його дослідження.

## Оснащені пенетраторами космічні зонди

### Реалізовані
- Марс-96 — два пенетратора для дослідження Марса. Запущена в 16 листопада 1996 ракетою Протон-К. Запуск аварійний.
- Deep Space 2 — два пенетратора для дослідження Марса. Запущені 3 січня 1999 ракетою Delta II в складі апарата Mars Polar Lander. Немає контакту після посадки.

### Заплановані
Луна-Глоб — Російський космічний корабель, оснащений дванадцятьма пенетраторами, для дослідження Місяця. Запуск запланований на 2015 рік.

### Скасовані
LUNAR- японський космічний зонд з двома пенетраторами для вивчення Місяця, запуск повинен бути здійснений після багатьох змін в 2010 році. Тим не менш, запуск зонду був відмінений у 2007 році. Пенетратори, однак, можливо «перекочують» в місячний зонд на апарат іншої держави або будуть використані в іншому японському зонді.